# Royal College of Music
Royal College of Music (RCM) i South Kensington, London, grundades 1882 av dåvarande prinsen av Wales, sedermera kung Edvard VII av Storbritannien. Det är ett av världens mest ansedda säten för högre studier i musik, såväl för utövande musiker, dirigenter och kompositörer som för forskare.